# Karlsruher Versicherungen
Die Karlsruher Versicherungen sind eine bis ins Jahr 1835 zurückgehende Versicherungsmarke. Unter dem Markennamen agieren jeweils eine Lebensversicherungs- sowie Sachversicherungsgesellschaft, die zum Finanzdienstleistungskonzern Wüstenrot & Württembergische gehören.

## Geschichte
Am 1. Juni 1835 nahm die „Allgemeine Versorgungsanstalt im Großherzogthum Baden“, ihren Geschäftsbetrieb auf, aus der die Karlsruher Lebensversicherung AG (KLV) hervorging – bekannt als die „Karlsruher“. 1922 entstand in Besitz der Frankfurter Allgemeine Versicherung befindliche die Karlsruher Lebensversicherungsbank in Folge der aus der Hyperinflation resultierenden Währungsprobleme. Diese übernahm 1923 die Rechte und Pflichten der Karlsruher Lebensversicherung auf Gegenseitigkeit größtenteils, seither besteht eine Zusammenarbeit mit Volks- und Raiffeisenbanken sowie mit der BBBank eG.
Im Zuge des Zusammenbruchs der FAVAG 1929 übernahm die Allianz die Karlsruher Lebensversicherungsbank als eine der vier Beteiligungen neben der Vereinigte Berlinerische und Preußische Lebensversicherung, Neue Frankfurter Allgemeine Versicherung und Hammonia Allgemeine Versicherung.
Unter der Direktion von Adolf Franz Samwer erfolgte 1937 die Umbenennung in „Karlsruher Lebensversicherung“. Das Unternehmen schmückte sich zeitweise mit dem Titel „Nationalsozialistischer Musterbetrieb“.
1976 erfolgte die Gründung der Karlsruher Versicherungen AG, in der das vorher im Karlsruher Versicherungen Versicherungsverein aG geführte Sachversicherungsgeschäft zusammengefasst wurde. Bereits 1973 wurde die Rechtsschutzversicherungstochter KVV Rechtsschutzversicherung AG gegründet, aus der später die Karlsruher Rechtsschutzversicherung AG entstand.
Im Oktober 2004 übernahm Wüstenrot & Württembergische die Versicherungsgruppe, die in die Württembergischen Versicherungen integriert wurden. Die Karlsruher Versicherungen bestanden bis Ende 2005 unter anderem aus der Karlsruher Lebensversicherung AG, der Karlsruher Versicherung AG, der Karlsruher Beamten-Versicherung AG, der Karlsruher Rechtsschutzversicherung AG und der Karlsruher Rendite Immobilien GmbH. Das Unternehmen war als Sponsor insbesondere im sportlichen Bereich tätig, wie zum Beispiel beim Karlsruher SC und der BG Karlsruhe.
Im Zuge der Integration sind die Gesellschaften „Karlsruher Beamten-Versicherung“ und „Karlsruher Rechtsschutzversicherung“ auf die Karlsruher Versicherung AG verschmolzen. Diese ging anschließend in der Württembergischen Versicherung AG auf. Die frühere „Karlsruher Lebensversicherung AG“ wurde auf die Württembergische Lebensversicherung AG verschmolzen.

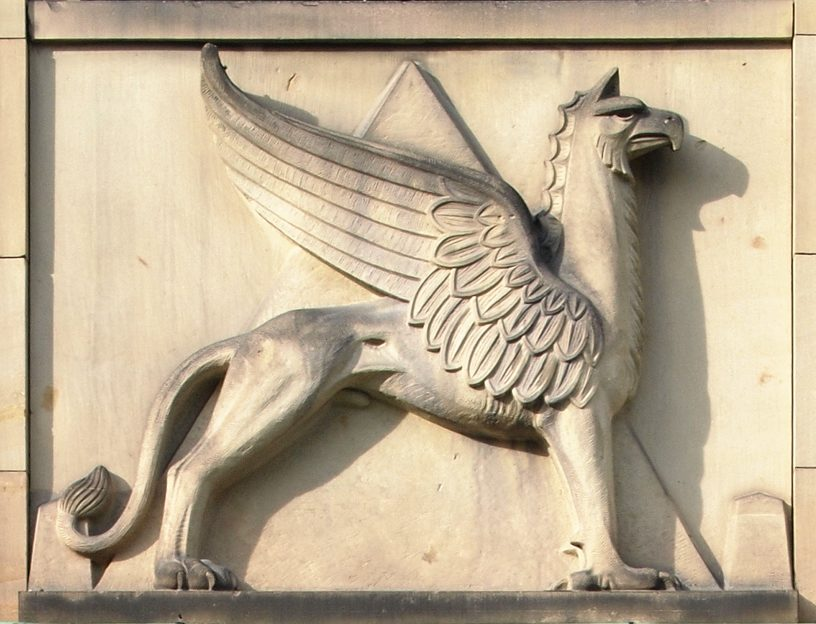
Greif und Pyramide am ehemaligen Gebäude der Karlsruher Versicherung, jetzt Rathaus West

Unter dem Traditionsnamen „Karlsruher Lebensversicherung AG“ trat seit 2007 die ehemalige „Karlsruher Hinterbliebenenkasse“ auf, die als Marke fungierte und ausschließlich Produkte der Württembergischen Lebensversicherung AG für den Bankenvertrieb anbot. Diese „neue“ Karlsruher Lebensversicherung wurde zum 1. Januar 2019 ebenfalls auf die Württembergische Lebensversicherung verschmolzen.